# Thomas F. Bayard
Thomas Francis Bayard, född 29 oktober 1828 i Wilmington, Delaware, död 29 september 1898 i Dedham, Massachusetts, var en amerikansk demokratisk politiker och jurist. Han var far till Thomas F. Bayard Jr.
Bayard tillhörde den ansedda amerikanska släkten Bayard, som räknat flera betydande medlemmar. Farfadern, fadern och farbrodern var senatsmedlemmar. Han studerade juridik och inledde sin karriär som advokat i Delaware 1851. Han arbetade som distriktsåklagare 1853–1854. Därefter var han advokat i Philadelphia i fyra år. Sedan återvände han till faderns advokatbyrå i hemstaden Wilmington.
Han var ledamot av USA:s senat från Delaware 1869–1885. 1881 var han senatens president pro tempore i tre dagar. 1880 och 1884 var han påtänkt som demokraternas presidentkandidat. Han tjänstgjorde som USA:s utrikesminister under president Grover Cleveland 1885–1889. Under Clevelands andra mandatperiod var han USA:s ambassadör i London.
Hans grav finns på kyrkogården vid Old Swede's Church i Wilmington.